# Überlaufen von Martin und Mitchell
Als das Überlaufen von Martin und Mitchell wird ein Ereignis aus dem Jahr 1960 bezeichnet, als sich mitten in der Hochphase des Kalten Kriegs zwei Kryptologen des US-amerikanischen Geheimdienstes NSA ins Ausland absetzten. Von Moskau aus klärten William H. Martin und Bernon F. Mitchell die Öffentlichkeit über die umfangreichen und bis dato streng geheimen Aktionen und Abhörmaßnahmen der NSA auf.

## Verlauf
Die NSA-Kryptologen Martin und Mitchell flüchteten via Mexiko und Kuba in die Sowjetunion. Dort gaben sie am 6. September 1960 auf einer Pressekonferenz im Haus des sowjetischen Journalistenverbandes die SIGINT-Aufklärungsaktivitäten der NSA bekannt und erklärten ihren Verzicht auf die US-Staatsbürgerschaft.
Vor Reportern aus aller Welt schilderten die Überläufer, wie die 1950 gegründete NSA zahlreiche Länder ausspioniert, und dass dazu auch die eigenen Verbündeten gehören. Sie erzählten, wie es der NSA gelang, den Verschlüsselungscode der türkischen Botschaft in Washington zu knacken (ein NATO-Mitglied), wie die USA seit vielen Jahren Spionageflüge u. a. mit U2-Aufklärern über dem Gebiet der Sowjetunion durchführten und dass Amerika heimlich den Umsturz als feindlich angenommener Regierungen betrieb. Damals sagten Mitchell und Martin der Welt, was die NSA tat:

„Von unserer Arbeit in der NSA wissen wir, dass die Vereinigten Staaten die geheime Kommunikation von mehr als 40 Ländern mitlesen, eingeschlossen die ihrer eigenen Alliierten... Die NSA unterhält mehr als 2000 manuelle Abhör-Arbeitsplätze... sowohl verschlüsselte als auch Kommunikation im Klartext werden von fast jeder Nation in der Welt abgehört, darunter die Staaten, auf deren Boden die Abhörstationen stehen.“

### Weitere Lebensgeschichte
Beide erwarben die sowjetische Staatsbürgerschaft und heirateten. Martin studierte in Leningrad und wurde bereits 1963 wieder geschieden. Er begann seine Auswanderung zu bereuen und bemühte sich in den 1970er Jahren erfolglos um eine Wiedereinreise in die USA. Letzten Endes wanderte er nach Mexiko aus und starb 1987 in Tijuana. Über Mitchells weiteres Leben ist hingegen wenig bekannt, er starb 2001 in Sankt Petersburg.

## Folgen
Eine geheime Studie der NSA erklärte 1963 die Folgenschwere dieses Ereignisses:

„Beyond any doubt, no other event has had, or is likely to have in the future, a greater impact on the Agency´s security program.“

Da den beiden eine homosexuelle Beziehung unterstellt wurde, stellte das FBI in der Folge eine Liste aller in den USA vermuteten Homosexuellen auf. US-Präsident Dwight D. Eisenhower ließ daraus eine Schwarze Liste erstellen, was einem Rückfall in den Überwachungseifer der McCarthy-Ära gleichkam.